# Đại học Bolton
Viện Đại học Bolton (tên tiếng Anh: University of Bolton; tên cũ Bolton Institute of Higher Education) là một viện đại học ở Bolton trong vùng Đại Manchester, Anh. Bolton Institute of Higher Education được lập năm 1982 thông qua việc sáp nhập Bolton Institute of Technology và Bolton College of Education (Technical). Bolton Institute đã được trao quyền giảng dạy các cấp năm 1990, với quyền trao bằng nghiên cứu năm 1994. Viện này đã được công nhận là viện đại học vào tháng 4 năm 2004.